# Beniamin Skarbek Borowski
Beniamin Skarbek Borowski herbu Abdank (zm. przed 30 września 1740 roku) – kasztelan zawichojski od 1729 roku, cześnik sandomierski w latach 1722–1729, skarbnik sandomierski w latach 1709–1722, w 1734 roku był deputatem z Senatu do podpisania konfederacji dzikowskiej.
Konsyliarz konfederacji tarnogrodzkiej i chorąży husarski w 1715 roku.